# روبرت هورتون (رائد أعمال)
روبرت هورتون (بالإنجليزية: Robert Horton) هو رائد أعمال بريطاني، ولد في 18 أغسطس 1939 في لندن في المملكة المتحدة، وتوفي في 30 ديسمبر 2011.

## وصلات خارجية
- روبرت هورتون على موقع إن إن دي بي (الإنجليزية)